# Vladimir Nikolovski
Vladimir Nikolovski (* 25. Juli 1938 in Skopje, Königreich Jugoslawien, heute Nordmazedonien; † 2010) war ein jugoslawischer Fußballspieler.

## Karriere
Nikolovski spielte während seiner Jugend für Vardar Skopje und wurde 1954 in die Erste Mannschaft berufen. In vier Jahren für Vardar kam der Mittelfeldspieler zu 77 Ligaspielen und erzielte 27 Tore. FK Roter Stern Belgrad verpflichtete ihn zur Saison 1958/59. In dieser und in der nachfolgenden Spielzeit 1959/60 wurde Nikolovski jugoslawischer Meister. Während seiner Zeit in Belgrad kam er zu sechs Ligaspielen und kehrte aufgrund dessen zurück zu Vardar Skopje.
Mit Vardar gewann er am Ende der Spielzeit 1960/61 den jugoslawischen Fußballpokal und spielte dort bis 1963. 1966 wechselte Vladimir Nikolovski in die Türkei zu Galatasaray Istanbul. Nikolovski wurde zum ersten ausländischen Spieler Galatasarays, der in der 1. türkischen Liga zum Einsatz kam. Der Mittelfeldspieler kam bei Galatasaray von 1966 bis 1968 zu vier Ligaspielen.

## Erfolge
FK Roter Stern Belgrad
- Jugoslawischer Meister: 1958/59, 
1959/60

Vardar Skopje
- Jugoslawischer Fußballpokal: 1960/61